# Parabornia palliopapillata
Parabornia palliopapillata is een tweekleppigensoort uit de familie van de Lasaeidae. De wetenschappelijke naam van de soort is voor het eerst geldig gepubliceerd in 2001 door Simone.